# Norma Crane
Pour les articles homonymes, voir Crane.

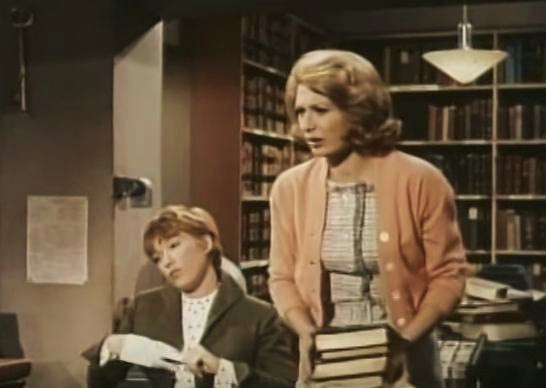
Avec Shirley MacLaine (à g.), dans Il a suffi d'une nuit (1961)

Norma Anna Bella Zuckerman — née le 10 novembre 1928 à New York (État de New York), morte le 28 septembre 1973 à Los Angeles (Californie) — est une actrice américaine, connue sous le nom de scène de Norma Crane.

## Biographie
Au cinéma, Norma Crane contribue à seulement six films américains, depuis Thé et Sympathie de Vincente Minnelli (1956, avec Deborah Kerr et John Kerr) jusqu'à Un violon sur le toit de Norman Jewison (1971, avec Chaim Topol et Leonard Frey). Entretemps, elle tourne notamment dans Il a suffi d'une nuit de Joseph Anthony (1961, avec Dean Martin et Shirley MacLaine) et Les Plaisirs de Pénélope d'Arthur Hiller (1966, avec Natalie Wood et Ian Bannen).
Pour la télévision américaine, elle participe à cinquante-huit séries entre 1951 et 1973, dont Alfred Hitchcock présente (trois épisodes, 1956-1959), Les Incorruptibles (trois épisodes, 1960-1961) et The Bold Ones: The New Doctors (deux épisodes, 1969-1972).
S'ajoutent trois téléfilms, le dernier étant Double Solitaire de Paul Bogart (avec Susan Clark et Harold Gould), diffusé le 16 janvier 1974, moins de quatre mois après sa mort prématurée (en 1973, à 44 ans), des suites d'un cancer du sein.
Au théâtre enfin, Norma Crane joue à Broadway (New York) en 1962, dans la pièce Isle of Children de Robert L. Joseph (avec Bonnie Bedelia et Patty Duke), mise en scène par Jules Dassin.

## Filmographie

### Cinéma (intégrale)
- 1956 : Thé et Sympathie (Tea and Sympathy) de Vincente Minnelli : Ellie Martin
- 1961 : Il a suffi d'une nuit (All in a Night's Work) de Joseph Anthony : Marge Coombs
- 1966 : Les Plaisirs de Pénélope (Penelope) d'Arthur Hiller : Mildred
- 1968 : Fureur à la plage (The Sweet Ride) d'Harvey Hart : Mme Cartwright
- 1970 : Appelez-moi Monsieur Tibbs (They Call Me MISTER Tibbs!) de Gordon Douglas : Marge Garfield
- 1971 : Un violon sur le toit (Fiddler on the Roof) de Norman Jewison : Golde

### Télévision

#### Séries (sélection)
- 1954 : Inner Sanctum
  - Saison unique, épisode 14 L'Homme de fer (Man of Iron) : Mme Palmer
- 1956-1959 : Alfred Hitchcock présente (Alfred Hitchcock Presents)
  - Saison 1, épisode 25 La Vieille (There Was an Old Woman, 1956) de Robert Stevenson : Lorna Bramwell
  - Saison 3, épisode 19 La Provocation (The Equalizer, 1958) de James Neilson : Louise Marsh
  - Saison 5, épisode 3 Appointment at Eleven (1959) de Robert Stevens : une cliente du bar
- 1959 : Peter Gunn
  - Saison 2, épisode 14 The Wolfe Case de Lamont Johnson : Edna Wolfe
- 1959-1960 : One Step Beyond (Alcoa Presents: One Step Beyond)
  - Saison 2, épisode 11 Les Jumelles (Dead Ringer, 1959) de John Newland : Esther Quentin / Emily Harkness
  - Saison 3, épisode 13 Héritage d'amour (Legacy of Love, 1960) de John Newland : Marianne Darelle
- 1959-1961 : Gunsmoke ou Police des plaines (Gunsmoke ou Marshal Dillon)
  - Saison 4, épisode 25 The Bear (1959) de Jesse Hibbs : Tilda
  - Saison 7, épisode 1 Peerce (1961) : Ida Poe
- 1960-1961 : Les Incorruptibles (The Untouchables)
  - Saison 1, épisode 14 La Loi de la mafia (The Noise of Death, 1960) de Walter Grauman : Barbara Vittorini
  - Saison 2, épisode 2 Le Pigeon d'argile (Clay Pigeon: The Jack 'Legs' Diamond Story, 1960 - Alice Diamond) et épisode 21 L'Histoire de Lily Dallas (The Lily Dallas Story, 1961 - Lily Dallas) de Don Medford
- 1961 : Échec et mat (Checkmate)
  - Saison 1, épisode 16 Hour of Execution de John English : Mme Abbie Addison
- 1961-1965 : Les Accusés (The Defenders)
  - Saison 1, épisode 6 The Boy Between (1961) de Franklin J. Schaffner : Belle Remington
  - Saison 4, épisode 16 The Silent Killer (1965) de Daniel Petrie : Marian Gerard
- 1963 : East Side/West Side
  - Saison unique, épisode 11 Where's Harry de Tom Gries : Dolores Bernstein
- 1965 : Le Fugitif (The Fugitive)
  - Saison 2, épisode 26 Faux semblant (Masquerade) d'Abner Biberman : Mme Hull
- 1966 : La Grande Vallée (The Big Valley)
  - Saison 2, épisode 12 Le Convoi de la mort lente (Last Stage to Salt Flats) de Bernard McEveety : Emilie
- 1967 : Brigade criminelle (Felony Squad)
  - Saison 1, épisode 21 The Strangler de Lee H. Katzin : Dorothy Rogers
- 1967 : Des agents très spéciaux (The Man from U.N.C.L.E.)
  - Saison 3, épisode 24 L'Affaire du Matterhorn (The Matterhorn Affair) : Heather Klump
- 1967-1970 : Sur la piste du crime (The F.B.I.)
  - Saison 3, épisode 3 Blood Verdict (1967) de Gene Nelson : Dottie
  - Saison 5, épisode 17 Fatal Impostor (1970) de Jesse Hibbs : Lorraine Wyatt
- 1969 : L'Homme de fer (Ironside)
  - Saison 3, épisode 11 Haute Altitude (Five Miles High) de Don Weis : Linda Brady
- 1969-1972 : The Bold Ones: The New Doctors
  - Saison 1, épisode 6 Crisis (1969) de Don McDougall : Alice Cleary
  - Saison 3, épisode 10 A Threatened Species (1972) de John Badham : Harriet Smith
- 1970 : Auto-patrouille (Adam-12)
  - Saison 2, épisode 15 Log 64: Bottom of the Bottle d'Alan Crosland Jr. : Mae Pilaf
- 1970 : Les Règles du jeu (The Name of the Game)
  - Saison 2, épisode 20 The King of Denmark de Leo Penn : Lorraine Dancy
- 1970 : The Bold Ones: The Protectors
  - Saison unique, épisode 6 Memo from the Class of '76 de Daryl Duke : Mme Austin
- 1973 : Doris Day comédie (The Doris Day Show)
  - Saison 5, épisode 20 A Small Cure for Big Alimony de Lee Philips : Donna Bennett

#### Téléfilms (intégrale)
- 1960 : Les Neiges du Kilimandjaro (The Snows of Kilimanjaro) de John Frankenheimer
- 1970 : The Movie Murderer de Boris Sagal : Ellen Farrington
- 1974 : Double Solitaire (titre original) de Paul Bogart : Sylvia

## Théâtre à Broadway
- 1962 : Isle of Children de Robert L. Joseph, mise en scène de Jules Dassin : Ruth Striden